# Аляутдинов, Ильдар Рифатович
Ильда́р Рифа́тович Аляутди́нов (тат. Илдар Рифат улы Аляутдинов; род. 17 августа 1978, Москва) — муфтий Москвы, главный имам Московской соборной мечети, проповедник (имам-хатыб) Московской Мемориальной и Соборной мечетей.  Выпускник факультета филологии и богословия университета «аль-Азхаp» (Каир, Египет), автор книг. 

## Биография
Родился 17 августа 1978 года в Москве.
В 2001 году окончил факультет «Филологии и богословия» каирского (Египет) университета «аль-Азхар»; в том же году поступил в магистратуру, которую окончил два года спустя.
В 2003 году муфтием Равилем Гайнутдином назначен  главным имамом Московской Соборной мечети.
Период обучения в университете совмещал с проповеднической и просветительской деятельностью: его лекции и проповеди читались в Московской Мемориальной мечети на Поклонной горе, под его редакцией вышел ряд книг издательства «Muslim Media Press». Был ведущим преподавателем по дисциплине «Хутба-гомилетика» в Московском Исламском Университете, по другим программным дисциплинам во многих мактабах и медресе Москвы, возглавлял Экспертный отдел Духовного Управления мусульман РФ.
С 2011 года состоит членом президиума Духовного Управления мусульман РФ.
В 2012 году был избран руководителем созданного тогда Духовным Управлением мусульман РФ Мухтасибата города Москвы, в 2013 году преобразованного в Духовное Управление города Москвы, получив статус — Муфтий Москвы.
С 2017 года руководитель Культурно-просветительского центра «Дар» города Москвы.

## Позиция и заявления по общественно-политическим темам
В конце октября 2023 года в ответ на комментарий патриарха Кирилла по вопросу о демографической ситуации и миграционной политике в России («если иная вера, иная культура будут так распространяться, что в какой-то момент они сравняются или, не дай Бог, станут доминировать, то мы потеряем страну, мы потеряем свою идентичность») заявил, что разрушиться может лишь то, что изначально имеет в себе изъян, и перекладывание россиянами ответственности за национальную идентичность на других недопустимо.

## Публикации
Ильдар-хазрат Аляутдинов является автором книг:
- Пятничные проповеди (в 2-х частях) — М., 2005.
- Знай. Веруй. Чти. — СПб., 2011.
- Познай себя. Найди Бога. Заслужи вечность. — СПб., 2011.
- Лучшие из лучших. — СПб., 2013.
- Жизнь, мы и духовные ценности. — СПб., 2013.
- Таджвид. Правила чтения Корана. — СПб., 2016.

Имеет множество публикаций.